# ヴェーランジャカ経
『ヴェーランジャカ経』（ヴェーランジャカきょう、巴: Verañjaka-sutta, ヴェーランジャカ・スッタ）とは、パーリ仏典経蔵中部に収録されている第42経。漢訳題名で『鞞蘭若村婆羅門経』（ひらんじゃくそんばらもんきょう）等とも。
釈迦が、コーサラ国のヴェーランジャ（鞞蘭若）という村出身の婆羅門に、仏法を説いていく。

## 日本語訳
- 『南伝大蔵経・経蔵・中部経典2』（第10巻） 大蔵出版
- 『パーリ仏典 中部（マッジマニカーヤ）根本五十経篇II』 片山一良訳 大蔵出版
- 『原始仏典 中部経典2』（第5巻） 中村元監修 春秋社